# Madrileens voetbalelftal (mannen)
Het Madrileens voetbalelftal is een team van voetballers dat de Spaanse regio Madrid vertegenwoordigt bij internationale wedstrijden. Madrid is geen lid van de FIFA en de UEFA en is dus uitgesloten voor deelname aan het WK en het EK.

## Geschiedenis
Het Madrileens elftal speelde op 12 mei 1915 tegen Catalonië de eerste wedstrijd, die met 1-2 werd verloren. Destijds had het team nog de benaming Centro. De Centrale selectie was in 1916 verliezend finalist in de Copa Príncipe de Asturias, een bekercompetitie tussen regionale Spaanse selecties. In 1917 en 1918 werd het toernooi gewonnen. De Madrileense selectie kwam gedurende vele jaren niet in actie. Pas in 2013 speelde het elftal ter gelegenheid van het honderdjarig bestaan van de Federación de Fútbol de Madrid weer een wedstrijd met Luis Aragonés als bondscoach, waarin met 1-2 werd verloren van Andalusië. Prominente Madrileense spelers als Iker Casillas, Fernando Torres en Raúl González ontbraken in deze wedstrijd.

## Bekende (oud-)spelers
- Álvaro Domínguez
- Guti

## Recente uitslagen
| Jaar        | Tegenstander | Uitslag | Stadion                             |
| 7 juni 2013 | Andalusië    | 1 - 2   | Campo de Fútbol de Vallecas, Madrid |

1 CONCACAF-lid · 2 geassocieerd CAF-lid · 3 geassocieerd OFC-lid · 4 geassocieerd AFC-lid